# 陈海公路
陈海公路，是位于上海市的一条省级公路，被编为上海省道128的一部分。该道路西至崇明区陈家镇北陈公路口，东至崇明区新海农场北沿公路口，经过崇明区陈家镇、堡镇、城桥镇等行政区，全长72公里，以道路起讫点地名首字得名。

## 主要交会道路（东向西）
- 北陈公路接东滩大道
- 沪陕高速
- 向化公路
- 堡镇北路/港沿公路
- 建设公路
- 鼓浪屿路/港东公路、草港公路
- 北沿公路